# Баломиру де Камп (Алба)
Баломиру де Камп (рум. Balomiru de Câmp) насеље је у Румунији у округу Алба у општини Шибот. Oпштина се налази на надморској висини од 209 m.

## Становништво
Према подацима из 2011. године у насељу је живело 638 становника.